# MFP Services
 (mai 2016).
Si vous disposez d'ouvrages ou d'articles de référence ou si vous connaissez des sites web de qualité traitant du thème abordé ici, merci de compléter l'article en donnant les références utiles à sa vérifiabilité et en les liant à la section « Notes et références ».
MFP Services est une Union de Mutuelles de livre I qui gère 1,7 million d’assurés fonctionnaires.
MFP Services était gestionnaire du Régime Obligatoire de la Fonction publique d’État (Loi Morice de 1947).

## Activités
En 2017, MFP Services a lancé un programme pluriannuel :
« Gestion du Risque, Prévention et Innovation », qui regroupe trois objectifs :
- Être le relai de la CNAM en diffusant tous les programmes et les opérations nationales auprès des assurés sociaux de la Fonction publique,
- Promouvoir des actions complémentaires pour favoriser les actions d’accompagnement des assurés,
- Dédier des actions spécifiques portant sur des risques / comportements / ressentis propres à la Fonction publique.

MFP Services était devenue un acteur de prévention santé du régime obligatoire dédié aux Fonctionnaires de son périmètre par application de son contrat pluriannuel de gestion signé avec la Caisse nationale de l'assurance maladie (CNAM).
La gestion des frais de santé est confiée à la CNAM depuis le 1er mars 2019. Depuis cette date, c'est la CPAM de rattachement du lieu de résidence de l'assuré qui est désormais l'unique interlocuteur pour toutes les demandes concernant la part Sécurité Sociale : demandes de remboursements de frais de soins ou autres demandes liées aux dossiers d’assurance maladie (indemnités journalières, changement d’adresse ; de situation, de RIB, attestation de droits…), y compris les périodes antérieures au 1er mars 2019.
MFP Services n'y a plus accès à la gestion, ni aux historiques.
Son siège social est situé à Paris.

## Le Groupe
Le groupe MFP Services se compose notamment de MFP Services et MFP Immobilier.